# Figurita

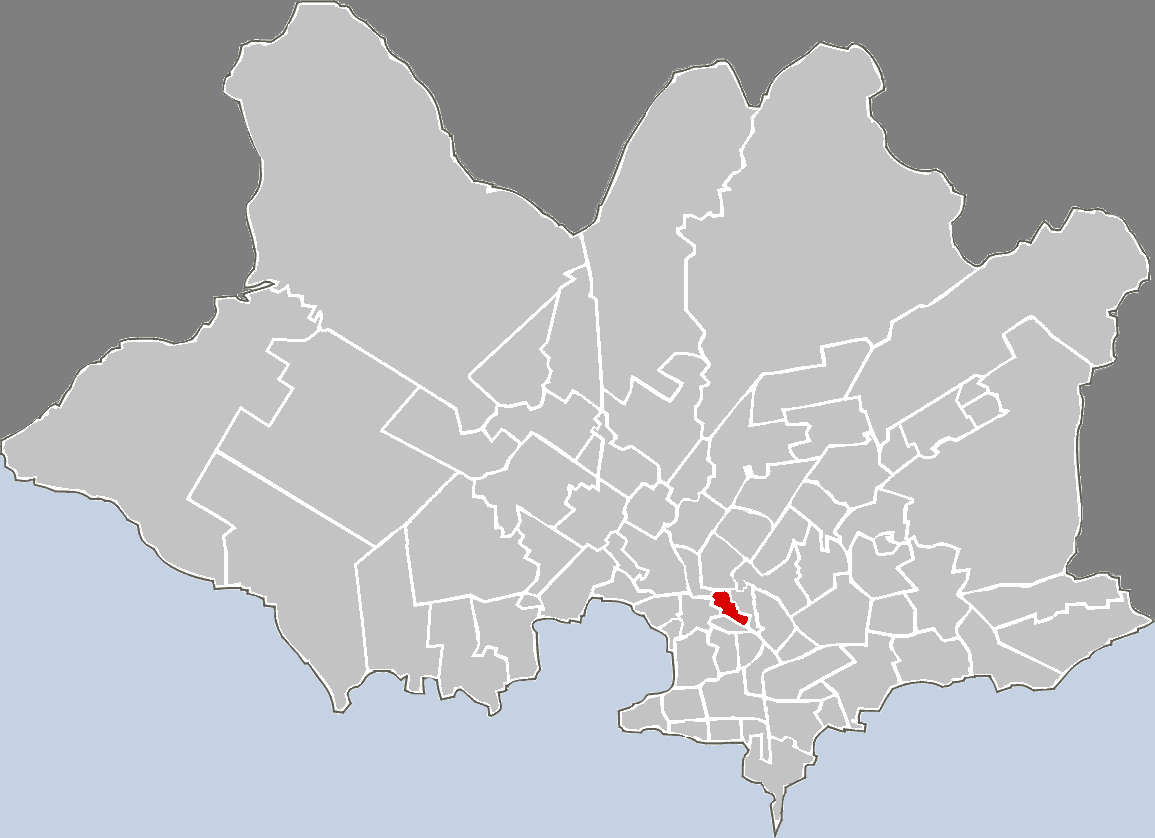
Lage von Figurita in Montevideo

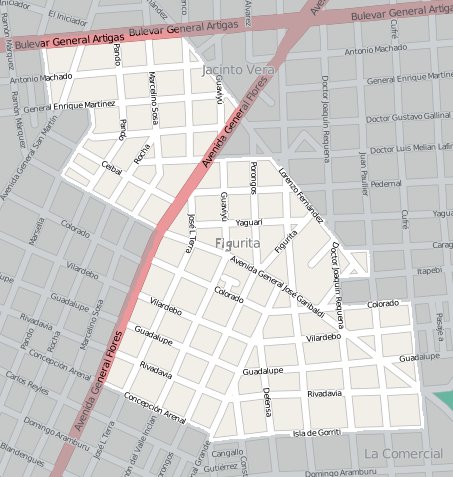
Plan von Figurita

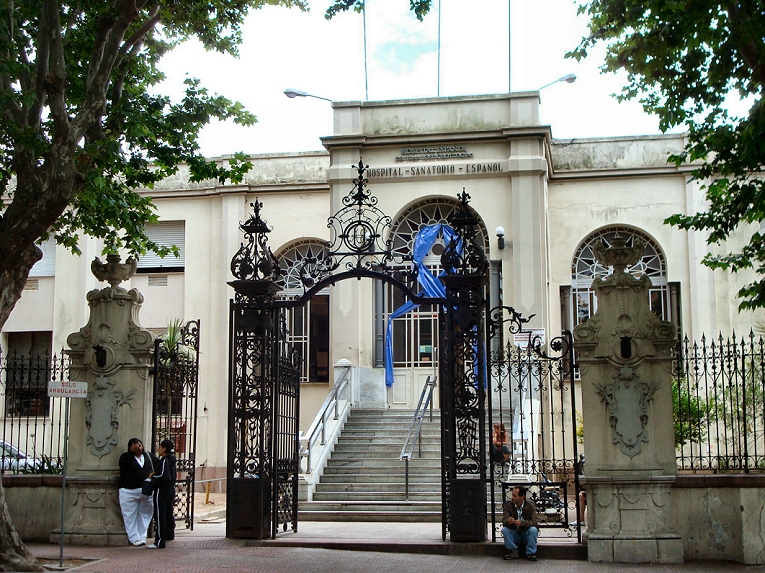
Hospital Español

Figurita, auch La Figurita, ist ein Stadtviertel (barrio) der uruguayischen Hauptstadt Montevideo.

## Lage und Geographie
Es befindet sich nördlich des Stadtkerns im zentralen Norden des Departamentos Montevideo. Figurita grenzt dabei im Süden an La Comercial und Villa Muñoz – Retiro. Westlich liegen die Stadtteile Reducto und Atahualpa, während im Norden Brazo Oriental und östlich Jacinto Vera anschließen.
Eingeschlossen wird das Gebiet des Stadtviertels, von Südwesten im Uhrzeigersinn ausgehend, von der aus den folgenden Straßen gebildeten Grenzlinie: Avenida General Flores, Avenida General Garibaldi, Marsella, Enrique Martinez, Carabelas, Bulevar Artigas, Lorenzo Fernandez, Avenida General Flores, Dr. Luis Melinan Lafinur, Lorenzo Fernandez, Caraguta, Juan Paullier, Itapebi, Dr. Joaquin Requena, Colorado, Cufre, Isla de Gorriti und Concepcion Arenal.
Das Gebiet von Figurita ist dem Municipio C zugeordnet.

## Beschreibung
In Figurita befinden sich die Parroquia Nuestra Señora de los Dolores sowie das Hospital Español "Juan José Crottogini".